# 西原四丁目停留場
西原四丁目停留場（日语：／ Nishigahara-yonchōme teiryūjo */?）是一個位於東京都北區西原 (東京都北區)四丁目，屬於荒川線的停留場。

## 歷史
- 1911年（明治44年）8月20日：開業。
開業當初稱為瀧野川停留場。交由東京都經營後改為現停留場名。一度設有「東京外國語大學前」的副站名，現在副站名為「武藏野中學·高等學校（日语：武蔵野中学校・高等学校）前」。

## 停留場構造
對向式月台2面2線的地面車站。
| 月台 | 路線                   | 方向 | 目的地                             |
| ---- | ---------------------- | ---- | ---------------------------------- |
| 東側 | 都電荒川線（東京櫻電） | 上行 | 大塚站前、東池袋四丁目、早稻田方向 |
| 西側 | 都電荒川線（東京櫻電） | 下行 | 王子站前、町屋站前、三之輪橋方向   |

## 相鄰停留場
東京都交通局
 都電荒川線（東京櫻電）
新庚申塚（SA 20）－西原四丁目（SA 19）－瀧野川一丁目（SA 18）

## 外部連結
- 西原四丁目停留場 （页面存档备份，存于） - 東京都交通局